# S/2006 S 1
S/2006 S 1, prirodni satelit Saturna iz Nordijske grupe. Otkriće satelita objavili su Scott S. Sheppard, David C. Jewitt, Jan Kleyna i Brian G. Marsden 26. lipnja 2006. na osnovu snimaka načinjenih u razdoblju od 4. siječnja i 30. travnja.